# Kurt Gebauer
Kurt Gebauer (* 18. srpna 1941, Hradec nad Moravicí) je český výtvarník a vysokoškolský pedagog.

## Život
Kurt Gebauer se narodil 18. srpna 1941 v Hradci nad Moravicí hrnčíři a kamnáři Franzi Gebauerovi a jeho manželce Kateřině, rozené Helebrantové a adoptované rodinou Tomancových. Jeho tatínek byl hlučínský Němec, německý občan, proto byl roku 1940 odveden do wehrmachtu a odvelen na východní frontu do Ruska, kde na začátku roku 1942 u Stalingradu za blíže neznámých okolností zemřel (umrzl). Vyrůstal ve velmi skromných poměrech sám s matkou, která v jeho šesti letech prodělala mozkovou mrtvici, ale dožila se téměř devadesáti let. 

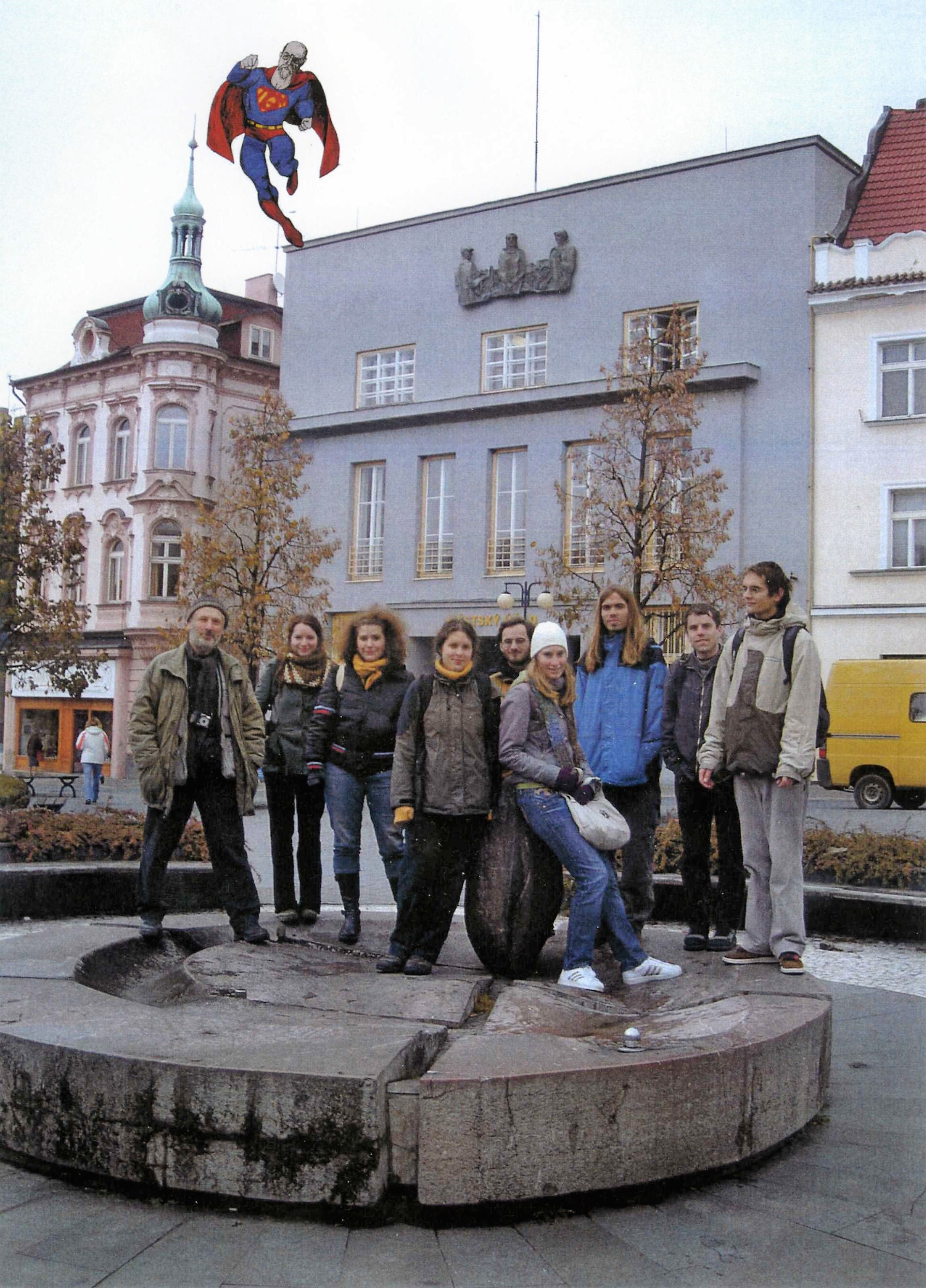
Gebauer se studenty svého ateliéru sochařství v Benešově (2008), kde navrhovali nekonvenční sochu T. G. Masaryka pro centrální náměstí.

Již od dětství se zajímal o výtvarnou tvorbu, jako samouk zvládl základy kresby, malby a později také sochařství. Začal studovat keramiku na Střední škole uměleckých řemesel v Brně (1955–1956), ale chtěl se věnovat sochařství, takže po roce přešel na Průmyslovou školu pro dobývání a zpracování kamene v Hořicích (1956–1959), kterou dokončil. Do praxe nastoupil jako kameník Pražského stavebního podniku na opravu vybombardovaného Emauzského kláštera, kde tesal okenní profily a kružby. Nebyl přijat na Akademii, takže musel na dva roky narukovat na vojnu. Po návratu z vojny znovu nastoupil jako kameník, pracoval při opravě Prašné brány a Valdštejnského paláce. Současně již chodil do sochařské přípravky na Akademii výtvarných umění v Praze k profesoru Karlu Hladíkovi a do dílny sochaře Vlastimila Večeři. Akademii vystudoval v sochařském ateliéru profesora Vincence Makovského a po jeho smrti u Karla Lidického. Jako diplomovou práci roku 1968 vytvořil ve dřevě sochu Matky s dítětem – madony na kolečkách, zapůjčenou nyní společně s několika létajícími sochami do věže bývalé vodárny u nádraží v Opavě. 
V roce 1965 absolvoval stáž u profesora Otty Herberta Hajka ve Stuttgartu. V roce 1970 se oženil. V roce 1972 byl na tříměsíčním studijním pobytu u profesora Césara Baldacciniho na Akademii krásných umění v Paříži.
Jako sochař ve svobodném povolání pracuje od roku 1969. V roce 1990 byl jmenován docentem na Vysoké škole uměleckoprůmyslové v Praze, v roce 1992 byl jmenován profesorem Ateliéru veškerého sochařství. Mezi jeho studenty patřili David Černý, Zuzana Čížková, Martin Kocourek či Diana Winklerová. Dnes je emeritním profesorem.
Je členem Volného seskupení 12/15 Pozdě, ale přece, zakládajícím členem Nové skupiny a skupiny Wlastenci – přátelé Penklubu.

## Dílo

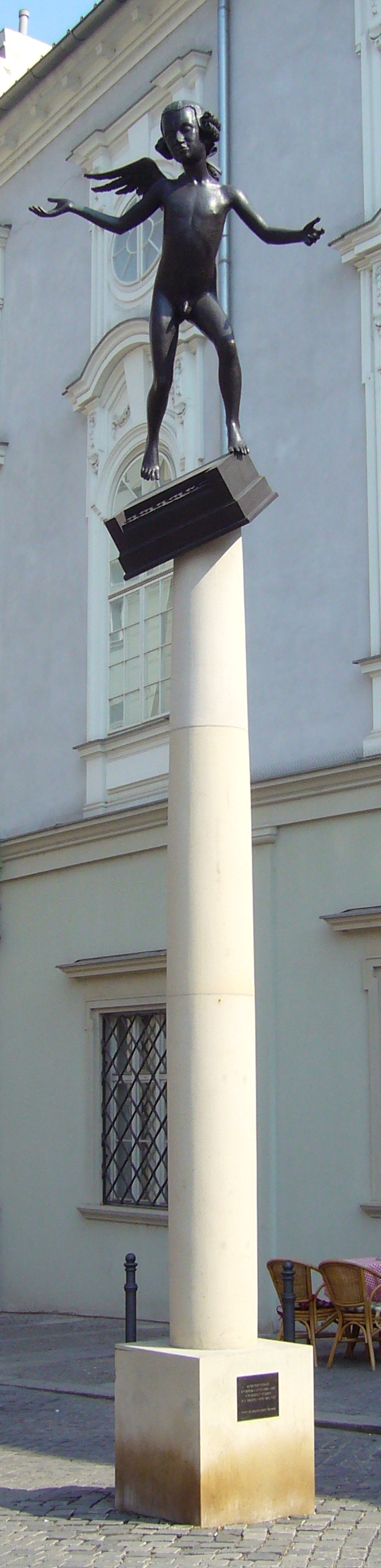
Mozart, Brno

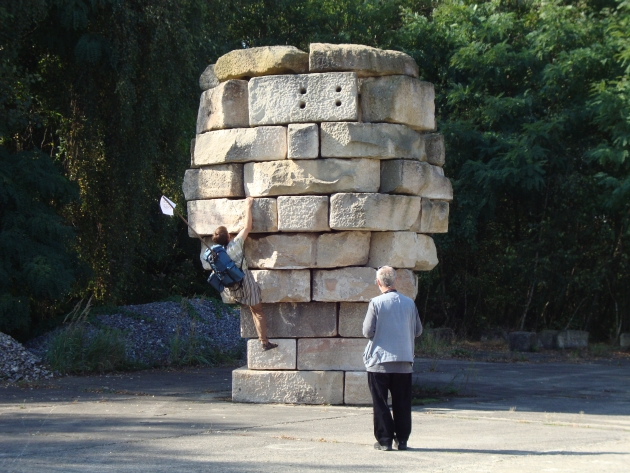
Kamenohlav, Vinařice, okres Kladno

### Sochy do konkrétního prostoru (site-specific)

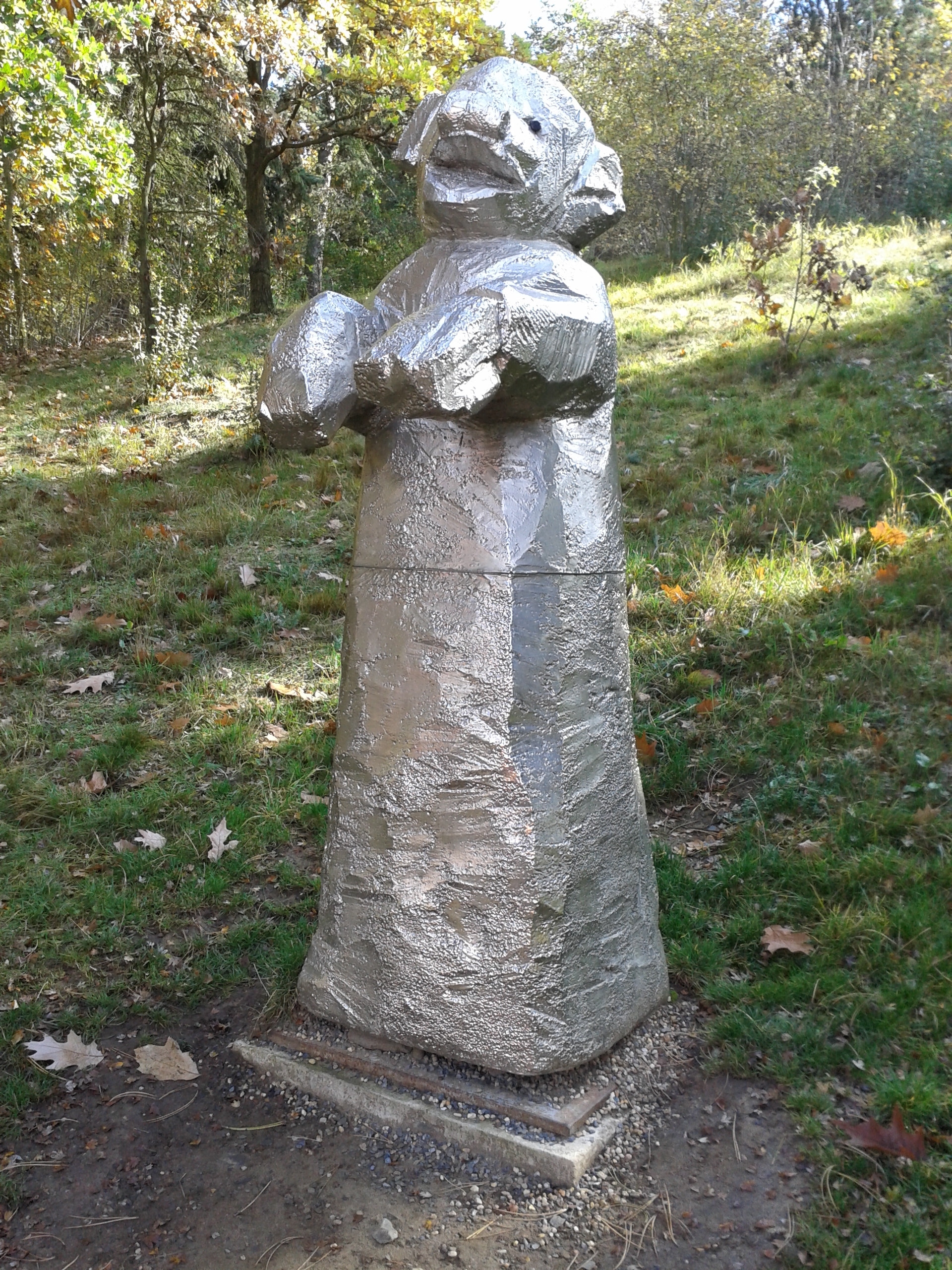
Sněhulka, Zoo Praha – Troja

- 1972 Létající plavkyně (textilní, vycpané do šitých povlaků) a Létající sochař (Kurt Gebauer se dal zavěsit mezi sochy), Parc floral, Paříž[3]
- 1974 Utíkající dívka, 1976 bronz Opava, 1978 Antverpy (Muzeum soch v přírodě)
- 1985 Děvče na houpačce, (skica 1965), Praha,
- 1985 Děvče sedící na židli, Ostrava Hrabůvka

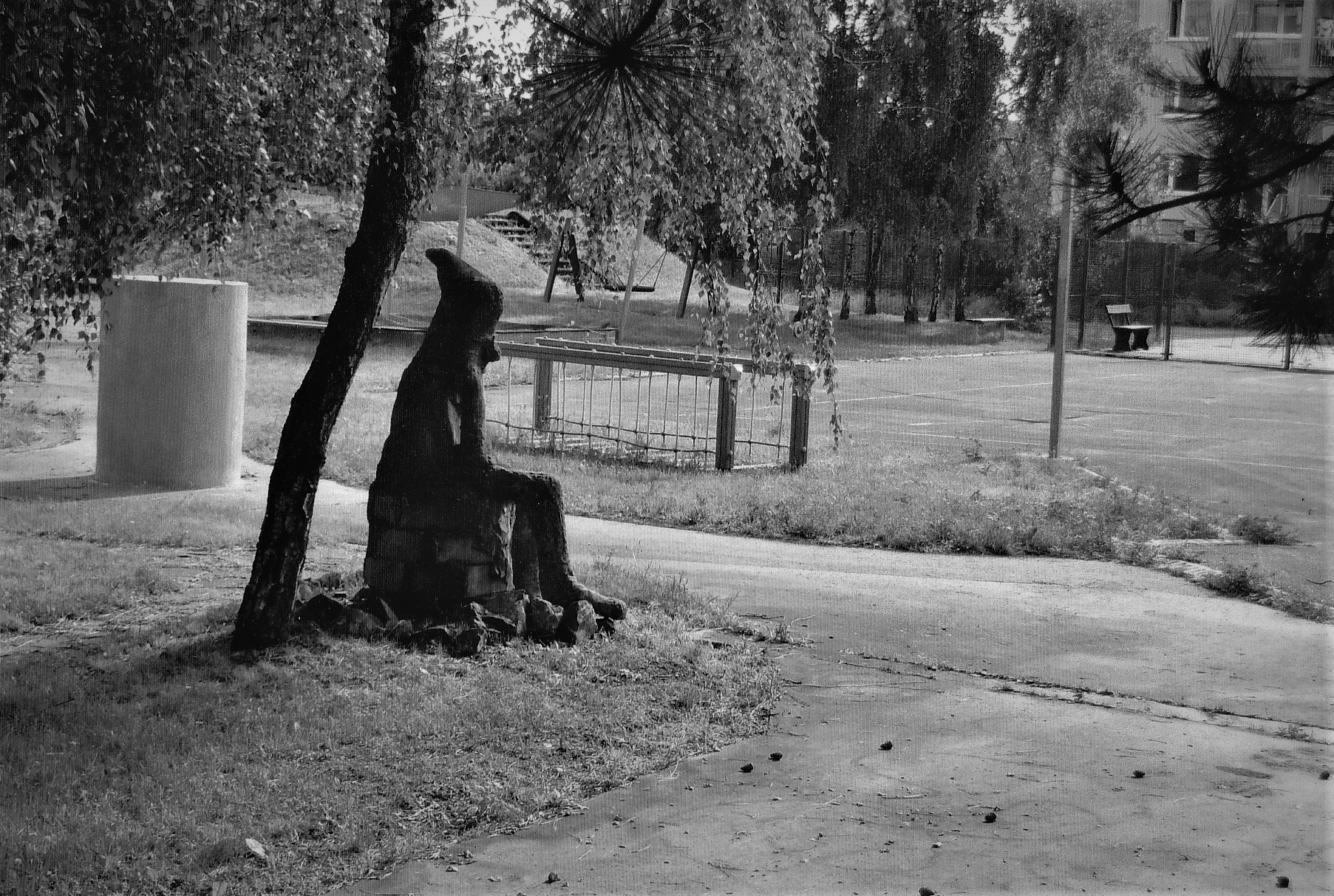
Pohádková bytost (Trpaslík), Praha-Libuš, 1985, arch. Jan Hančl

- Pohádková bytost (Trpaslík), Praha-Libuš, 1985, arch. Jan Hančl1985 Alenka, Praha-Písnice, arch. Jan Hančl
- 1985 Pohádková bytost (Trpaslík), Praha-Libuš, arch. Jan Hančl
- 1985 Pomona, galerie H, Kostec n. Č. lesy
- 1986 Altán, Domov důchodců, Praha
- 1986 16 figur anonymních vynálezců pro Roundhouse Theme pavilion, EXPO '86, Vancouver, Kanada

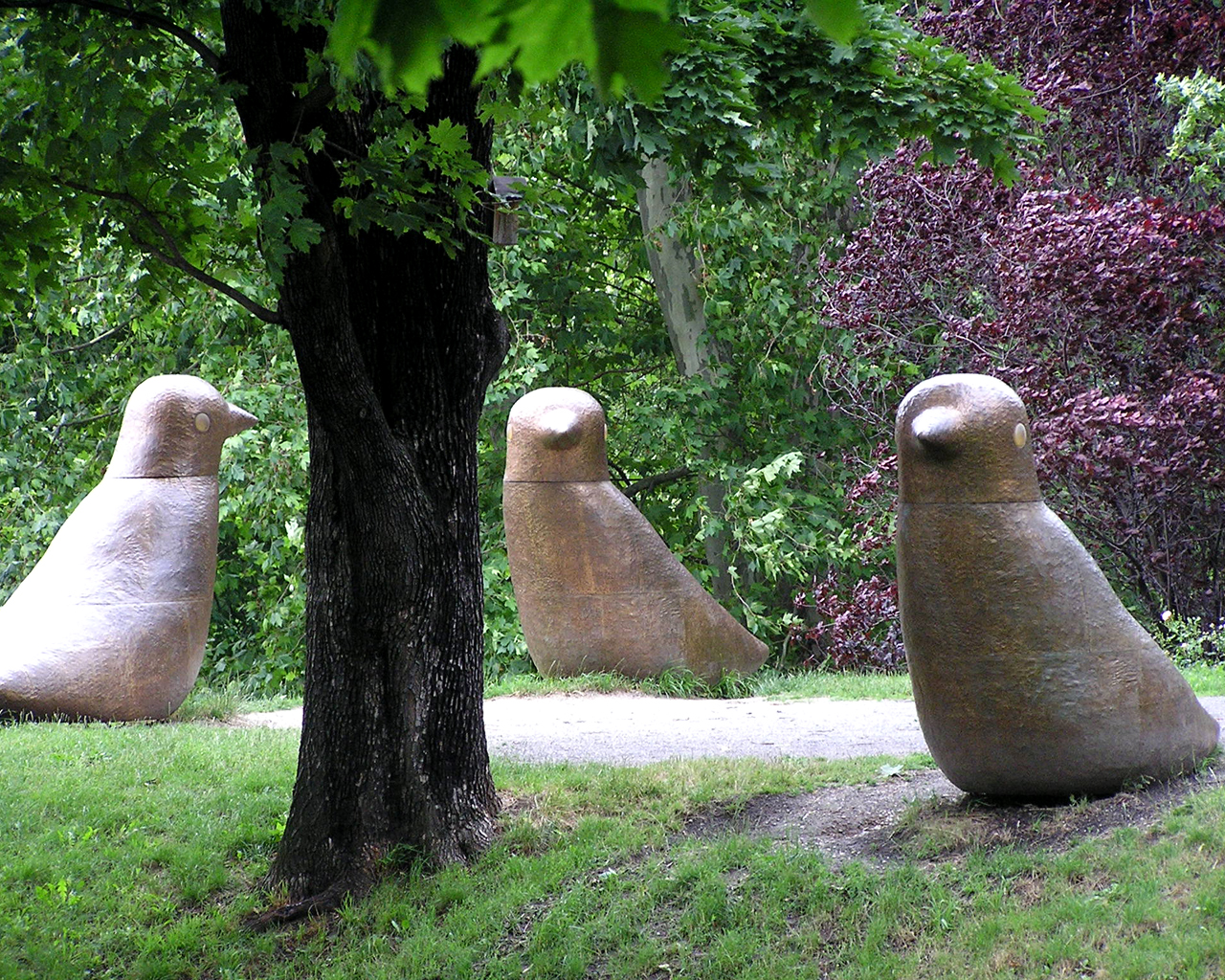
Ptáci, Opava

- 1990 Múzy, kancelář vydavatelství, Praha
- 1990 Bohyně hor, Obchodní dům Beskyd, Třinec
- 2000 Ponorná socha Vltava, Praha, Vltava před Národním divadlem
- 2001 Létání, Hradec nad Moravicí
- 2001 Housenka raného kapitalismu, Zlín, Vinařice; Praha Vítězné náměstí[4]
- 2005 Ženy v koupelích, skanzen Mayrau, Vinařice u Kladna
- 2006 Ptáci, Opava
- 2008 Dialog, Praha – Nové Butovice[pozn. 1]
- 2008 Mozart, Zelný trh v Brně
- 2014 Be Twenty One – Vznášení, NoD, Praha
- 2014 Sněhulka, Zoo Praha - Troja
- 2016 Srdce pro Václava Havla, náměstí Václava Havla, Praha

### Práce s krajinou
- 1980–1985 Minikrajina v Ostravě-Fifejdách
- 1985–1988 park a prostor obce Hradec nad Moravicí
- 1994 úprava a kamenné plastiky v Dolním Jelením příkopu na Pražském hradě
- 2006 areál firmy Podzimek a synové v Třešti
- 2008 revitalizace Komenského sadů v Ostravě

### Sochy skládané z kamene

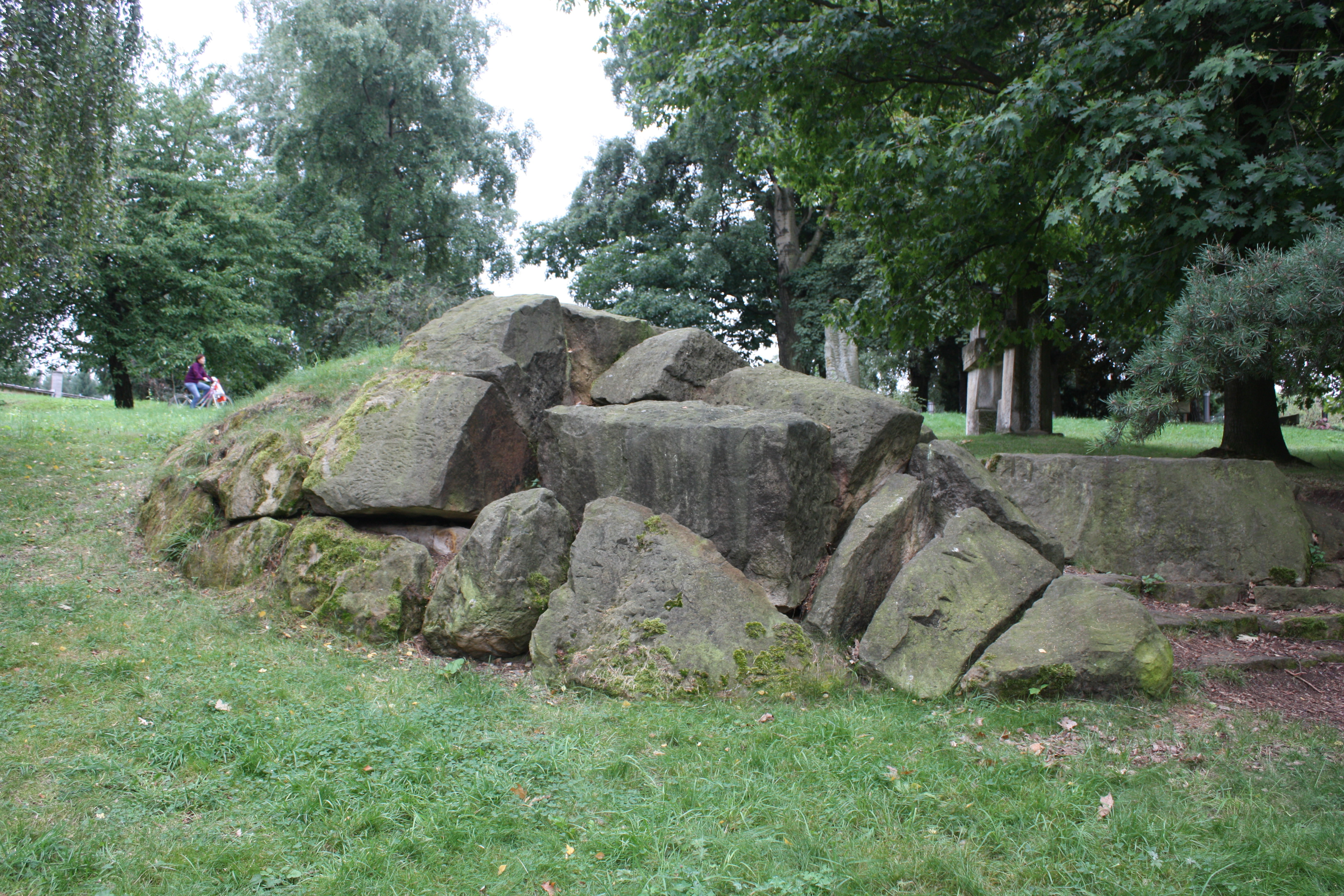
Hlava – Skála, Gothard, Hořice

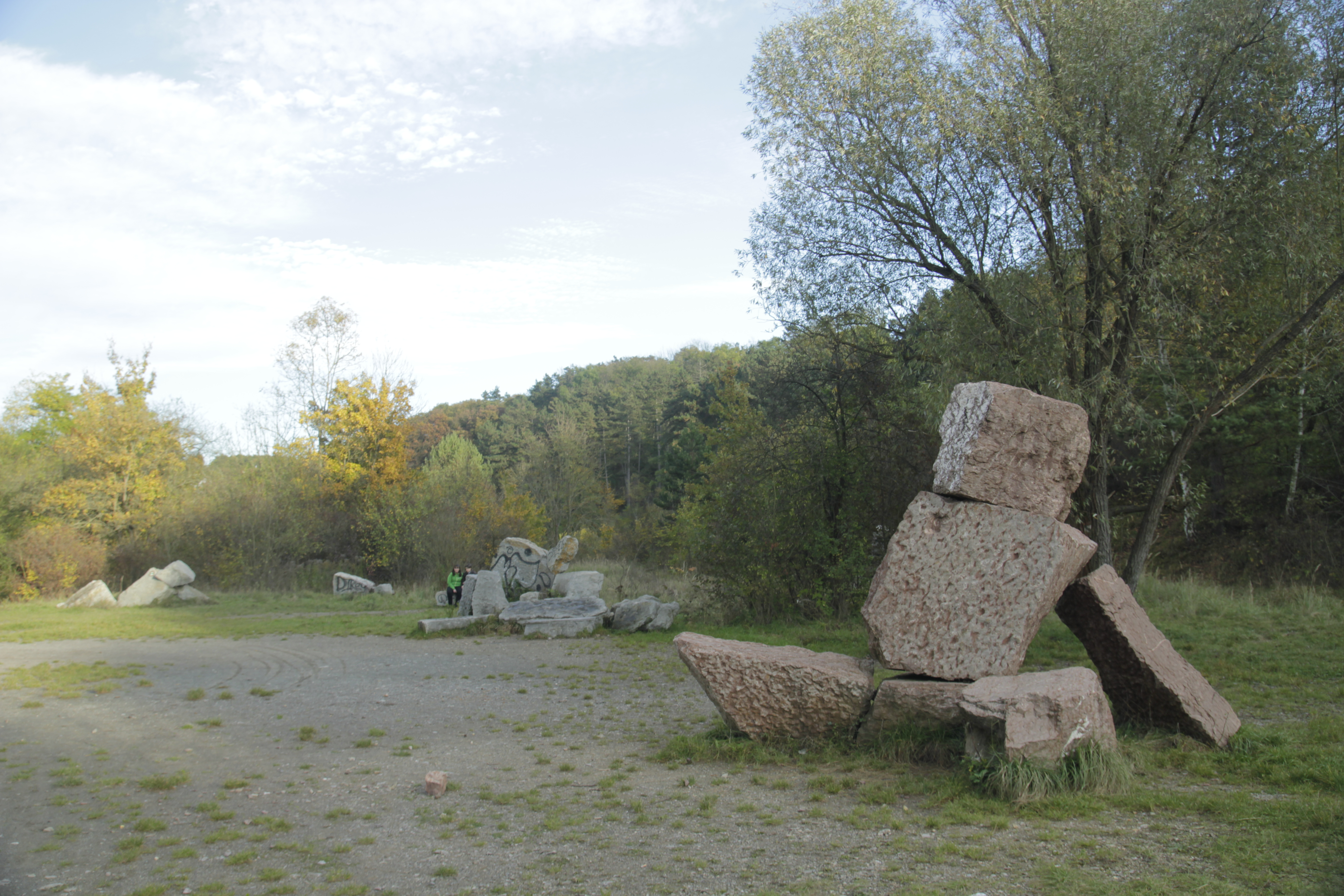
Bojiště, Červený lom, Dalejské údolí

- 1984 skládané kamenné figury Pláž I, Přední Kopanina
- 1985 Rybník Stodůlky, rybník skládaný z kamene, figurální plastika, Praha Stodůlky
- 1980–1989 Obludy, Praha Dědina
- 1991 Hlava – Skála, Hořice v Podkrkonoší
- 1994 Rockhead, Wei Hai, Čína
- 1996 Dům č. 124, Milevsko
- 1997 Maiella e Morte, Pescocostanzo, Itálie
- 1999 Obluda v ráji, Guilin Yuzi Paradise, Čína
- 2001 Dům č. II, Nový židovský hřbitov, Praha
- 2001 Vodopád, Alpex, Ostrava
- 2006 Miniatura Obřího trpaslíka, Hořice
- 2006 Bojiště, Dalejské údolí, Praha
- 2009 Padlý, Karlov, Praha

### Motiv hlavy

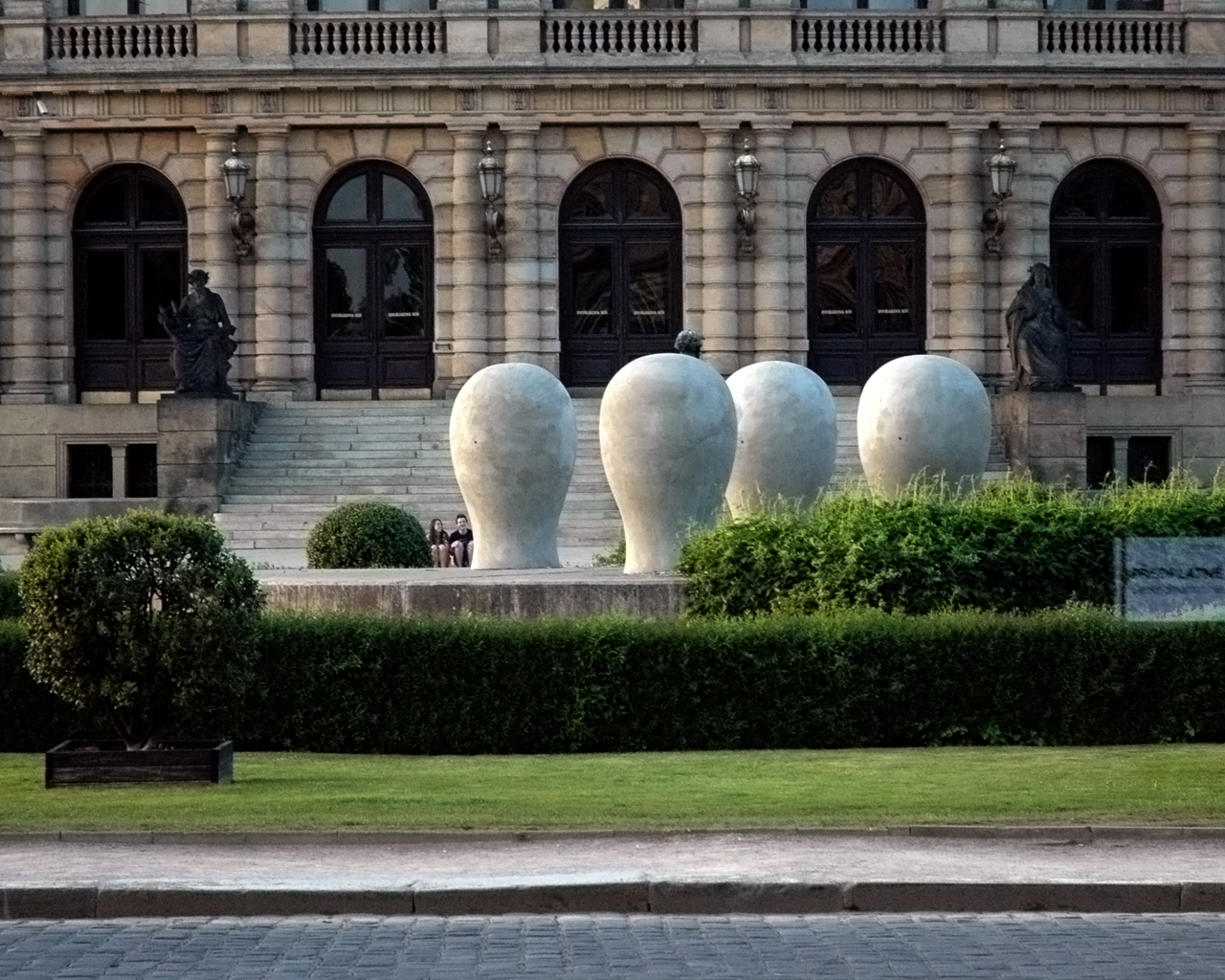
Hlavičky, nám. Jana Palacha, Praha, 2011

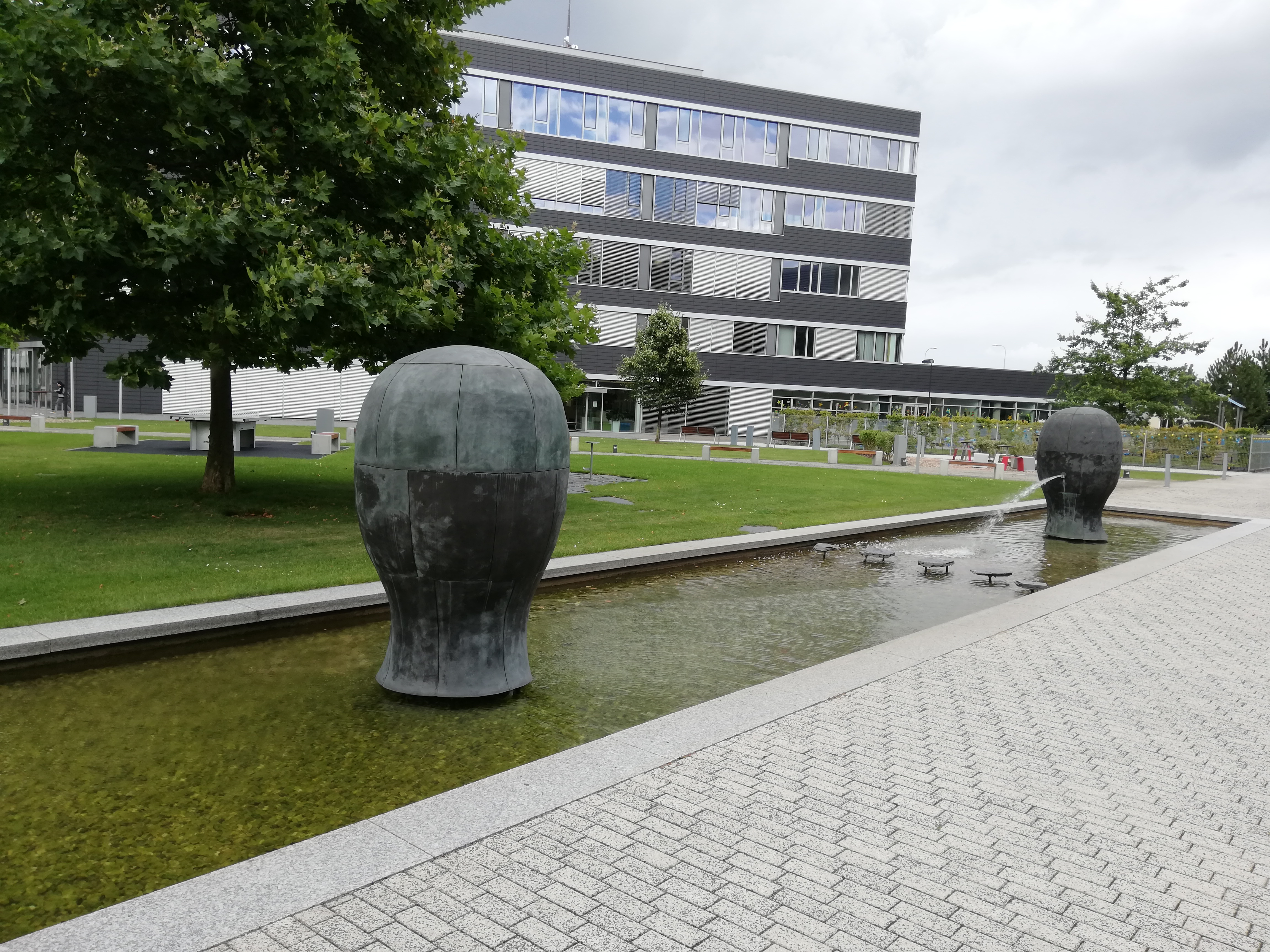
Bronzové sousoší Dialog v areálu Avenir Business Park v pražských Jinonicích (2008)

- 1994 Klecohlavy, zahrada RD Choceň
- 2005 Kvádrohlava, důl Mayrau, Vinařice u Kladna
- 2009 Dialog, Praha-Jinonice (Nové Butovice)
- 2010 Klecohlavy, Muzeum Kampa, Praha
- 2010 Individuality, Praha
- 2011 Hlavičky, náměstí Jana Palacha, Praha
- 2012 Hlavy, Obchodní centrum Breda Weinstein, Opava
- 2013 Hlavy, NTK, Praha
- 2014 Hlavy, Landscape festival, Žižkovské nákladové nádraží, Praha

### Portréty
- 1965 medaile Petra Bezruče

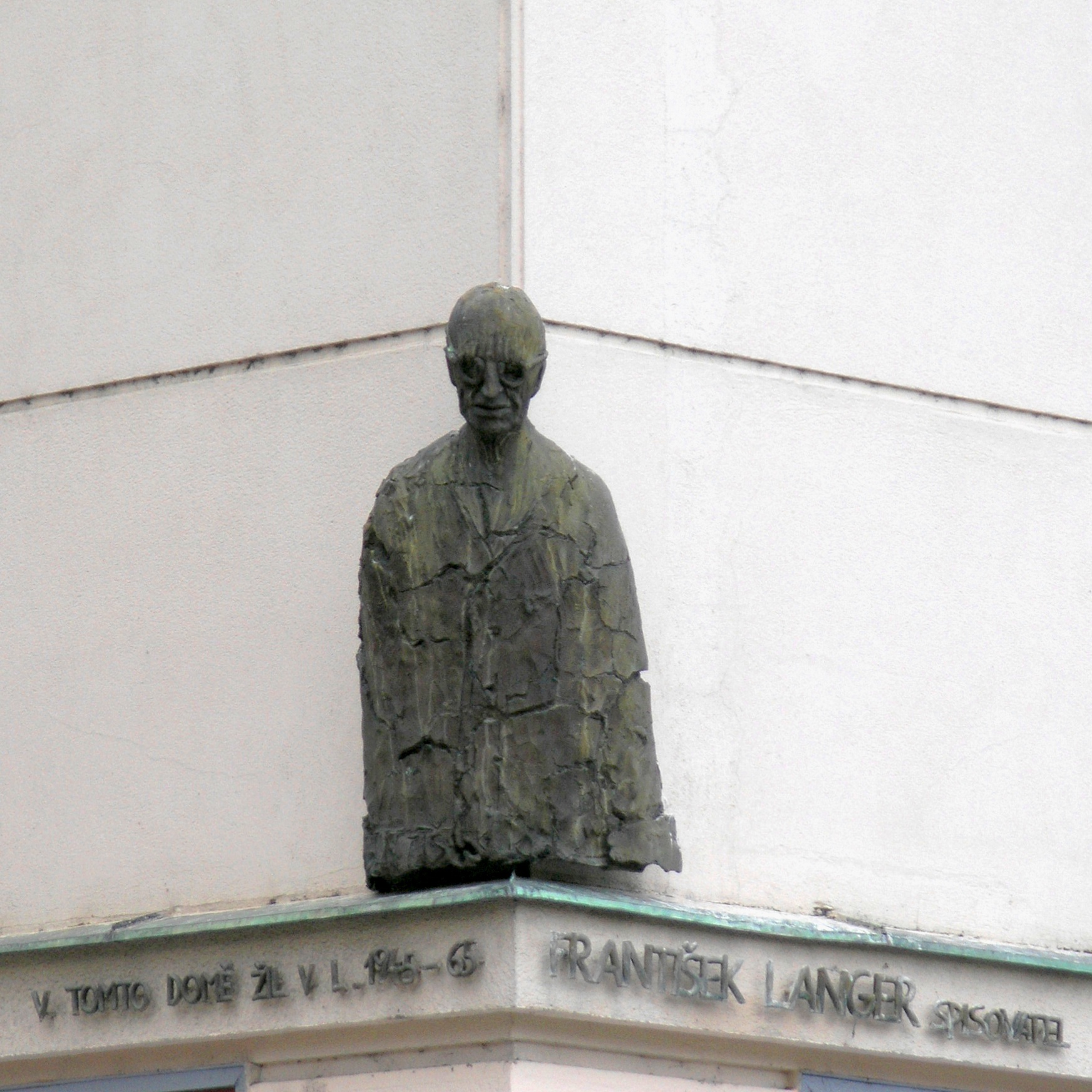
František Langer, Praha – Smíchov

- 1967 medaile Ludwiga van Beethovena
- 1995 pamětní busta Františka Langera, Praha – Smíchov, Náměstí 14. října
- 2003 Busta Václava Vosky, Praha
- 2012 Busta učitele Čeňka Kanclíře, Hradec nad Moravicí-Branka, (skica z roku 1967)

### Sochařské návrhy cen a ocenění
- 1992 TýTý, cena pro Týdeník televize
- 1998 Pamětní deska Ottle Kafkové-Davidové, Friedel Dicker-Brandeisové a Luise Fischerové a ostatním vychovatelům terezínských dětí za II. světové války, Terezín
- 1999 Central European University Open Prize
- 2003 Památník zesnulých báňských záchranářů, Muzeum Landek, Ostrava
- 2003 Jasná páka, cena na koncertě v Baráčnické rychtě, Praha
- 2007 Hlavovzhůr, cena adiktologie
- 2014 medaile pro Nadaci VIZE 97

### Kresby a litografie
- 2013–2014 Bellaxa, litografie a kresby z plavání a saunění v Praze a Hradci nad Moravicí
- 2013–2014 Modré kresby z Petynky, Praha
- 2014 Modré kresby z Hradce nad Moravicí

### Fotografie a velkoplošné tisky
- 2009 Vánoce, pro výstavu v Ateliér AP, Praha 2011
- 2012 Záda, Vlasy
- 2012, 2013 Kurtichy I, II, III

### Zastoupení ve sbírkách
- Muzeum umění Olomouc
- Muzeum umění a designu Benešov u Prahy
- Galerie výtvarného umění v Ostravě
- Severočeská galerie výtvarného umění v Litoměřicích
- Oblastní galerie v Liberci
- Galerie Klatovy-Klenová
- Galerie moderního umění v Hradci Králové
- Galerie výtvarného umění v Náchodě
- Museum Kampa – Nadace Jana a Medy Mládkových, Praha
- Galerie Markéty Luskačové
- Soukromé sbírky doma a v zahraničí

## Výstavy

### Samostatné výstavy

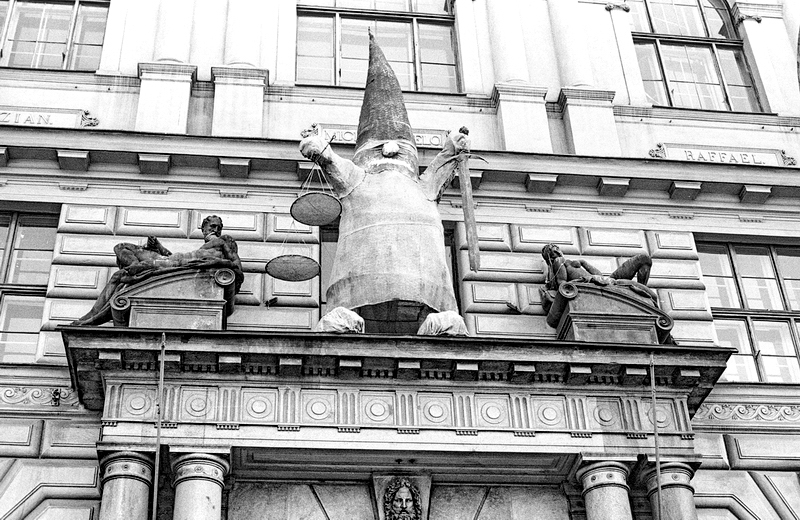
Trpaslík nad vchodem do VŠUP v Praze, září 1991

- 1972 Kurt Gebauer, sochy, Památník Petra Bezruče, Opava
- 1982 Kurt Gebauer, sochy, Kulturní dům Orlová
- 1982 Kurt Gebauer, sochy, Kulturní dům Uničov (s fotografiemi Jindřicha Štreita)
- 1985 Kurt Gebauer, Galerie H, Kostelec nad Černými lesy
- 1987 Kurt Gebauer, kino Klub, Praha-Klimentská ulice
- 1988 Kurt Gebauer, kresby, Artotéka Praha – Opatov
- 1988 Kurt Gebauer, Galerie Na bidýlku, Brno
- 1988 Kurt Gebauer, Obludy, Setkání v ateliéru, Brno
- 1990 Kurt Gebauer, Dům umění, Brno
- 2022 Kurt Gebauer za školou, malby, grafiky, plastiky. Klub Za školou, Praha 6, 9. květen – 30. červen 2022.

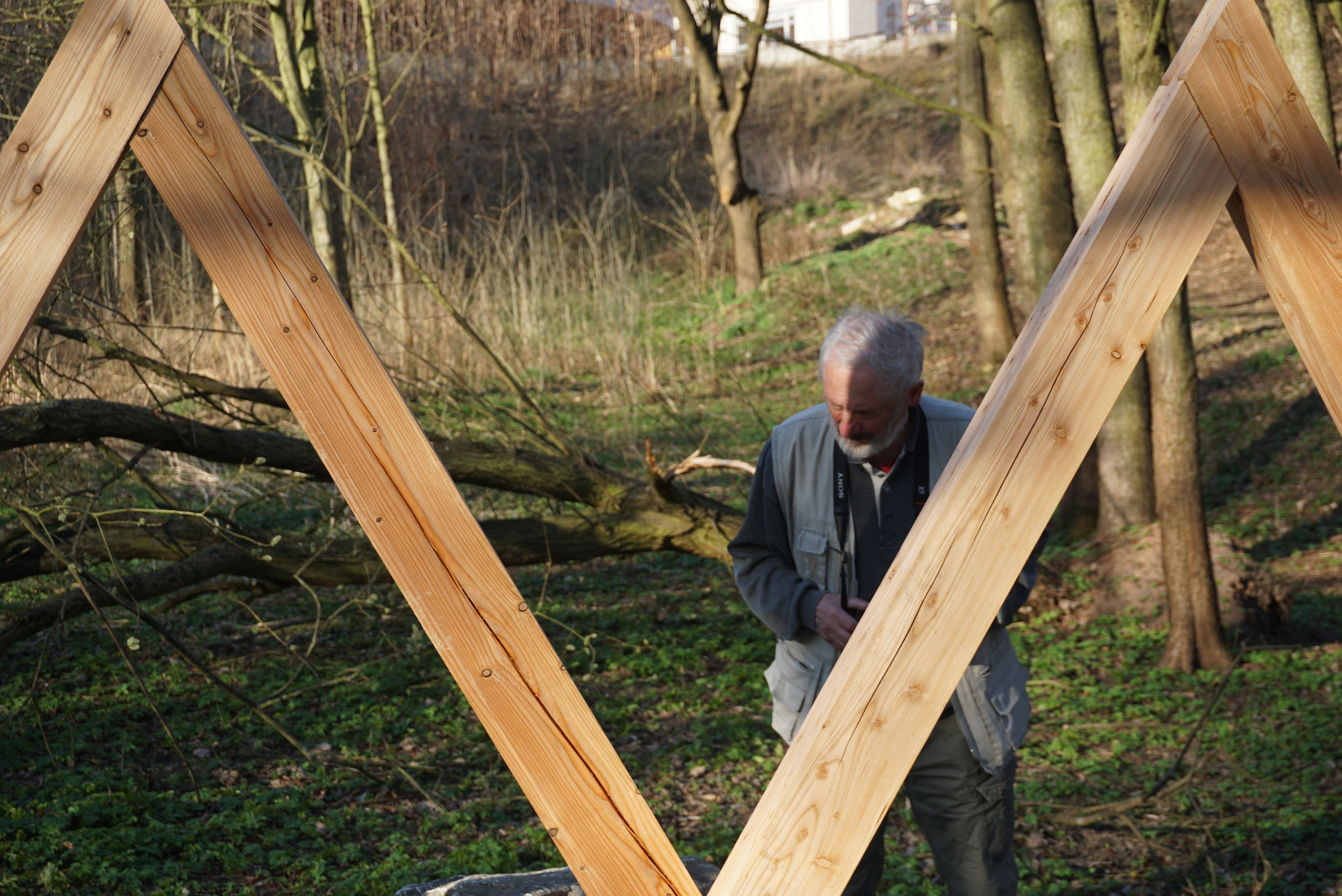
Kurt Gebauer dokončuje Památník zaniklé osady Amerika v Plzni, březen 2019.

### Skupinové výstavy
- 1969 2. pražský salón, dům U Hybernů, Praha 1
- 1973 Sochařské setkání, Vojanovy sady, Praha 1
- 1980 Sochařské symposium, Poněšice
- 1981 Malostranské dvorky, Praha
- 1986
- 1988 Odvrácená strana jatek, Holešovická tržnice, Praha 7
- 1990
- 1991 Současné české umění, Muzeum moderního umění, Helsinky
- 1988 Odvrácená strana jatek, Holešovická tržnice, Praha 7
- 2017 GENERATION ONE : První generace české postmoderny, Zámecký pivovar Litomyšl, 16. 6. – 6.7. 2017, kurátoři: David Železný a Federico Díaz, pořadatel: BOHEMIAN HERITAGE FUND a Cermak Eisenkraft[7]
- 2019 Doba plastová, Východočeská galerie v Pardubicích, Zámek, Pardubice, 26. června – 6. října 2019[8][9]